# Robert Gascoyne-Cecil (6. markiz Salisbury)
Robert Edward Peter Gascoyne-Cecil (24 października 1916 – 11 lipca 2003), brytyjski arystokrata i polityk, najstarszy syn Roberta Gascoyne-Cecila, 5. markiza Salisbury i Elisabeth Cavendish, córki Richarda Fredericka Cavendisha.
Karierę polityczną związał z Partią Konserwatywną. W latach 1950–1954 zasiadał w Izbie Gmin jako reprezentant okręgu Bournemouth West. Po śmierci ojca w 1972 r. odziedziczył tytuł markiza Salisbury i zasiadł w Izbie Lordów. Zastąpił również ojca na stanowisku przewodniczącego Convervative Monday Club.
18 grudnia 1945 r. poślubił Marjorie Olein Wyndham-Quin (ur. 15 lipca 1922), córkę kapitana Valentine'a Wyndham-Quina i Marjorie Pretyman, córki pułkownika Ernesta Pretymana. Robert i Marjorie mieli razem sześciu synów i jedną córkę:
- Robert Michael James Gascoyne-Cecil (ur. 30 września 1946), 7. markiz Salisbury
- Richard Valentine Gascoyne-Cecil (26 stycznia 1948 – 20 kwietnia 1978)
- Charles Edward Vere Gascoyne-Cecil (ur. 13 lipca 1949)
- Valentine William Gascoyne-Cecil (ur. 13 maja 1952)
- Henry Gascoyne-Cecil (3 – 6 maja 1955)
- Rose Alice Elisabeth Cecil (ur. 11 września 1956)
- Michael Hugh Cecil (ur. 23 marca 1960)